# Denys Tschernyschow

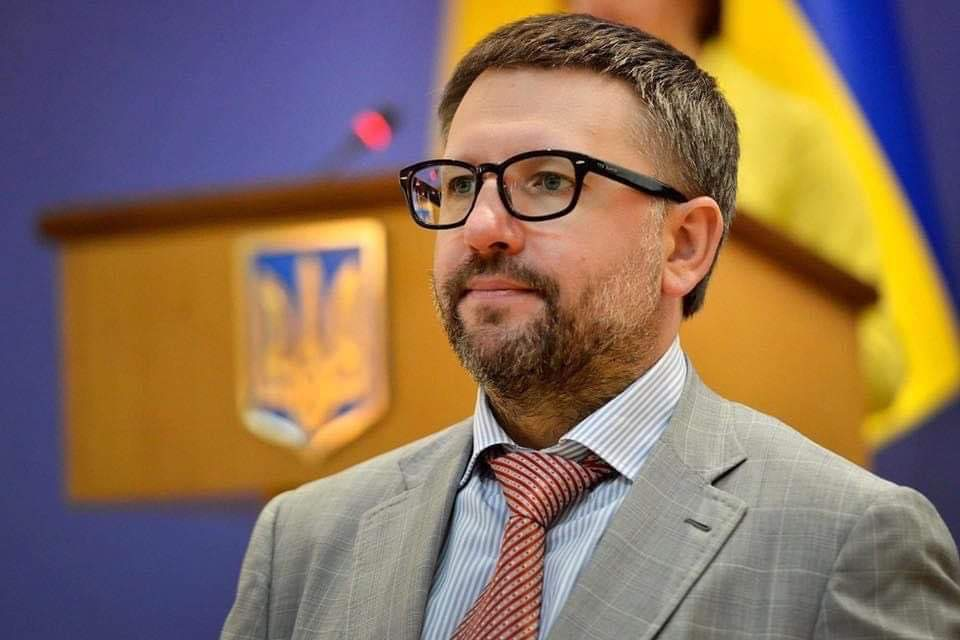
Denys Tschernyschow

Denys Wiktorowytsch Tschernyschow (ukrainisch Денис Вікторович Чернишов; * 11. Juli 1974 in Charkiw, Ukrainische SSR) ist ein Wirtschaftswissenschaftler und ehemaliger ukrainischer Politiker. Vom 19. Oktober 2016 bis 11. September 2019 war er stellvertretender Justizminister der Ukraine.

## Lebenslauf

### Bildung und frühe Karriere
Nach dem Abschluss der Sekundarschule studierte Tschernyschow an der Nationale Wadym-Hetman-Wirtschaftsuniversität Kiew Betriebswirtschaft und erwarb 1996 an derselben Hochschule den Titel eines Master of Business Administration. Er begann seine berufliche Laufbahn 1996 als Ökonom der 2. Kategorie bei der Staatlichen Export-Import-Bank der Ukraine (im Folgenden Ukreximbank), wo er bis 2010 in leitenden Positionen tätig war.
Von 2010 bis 2015 bekleidete er Führungspositionen bei der PJSC Bank Petrocommerce-Ukraine und der PJSC JSB Ukrgasbank. Im Jahr 2018 nahm er am Masterprogramm an der Juristischen Fakultät der Nationale Taras-Schewtschenko-Universität Kiew teil und erwarb im Jahr 2020 den Titel eines Master of Laws. Im Oktober 2019 erhielt er einen Doktortitel in Rechtswissenschaften. Der Titel der Dissertation lautet Administrative und rechtliche Grundlagen der Bewährungshilfe in der Ukraine.
Von Oktober 2016 bis September 2019 bekleidete er das Amt des stellvertretenden Justizministers der Ukraine. Von September 2019 bis zum März 2020 war Tschernyschow Berater des Vorstandsvorsitzenden der PJSC JSB Ukrgasbank. Seitdem ist er stellvertretender Vorsitzender der PJSC JSB Ukrgasbank.

## Politische Karriere
Am 19. Oktober 2016 wurde er zum stellvertretenden Justizminister der Ukraine ernannt. Am 11. September 2019 trat er im Einvernehmen mit dem Ministerkabinett der Ukraine auf eigenen Wunsch zurück.

### Die Reform des Strafvollzugssystems in der Ukraine
Im Jahr 2016 hat das Kabinett der Minister der Ukraine einen Beschluss zur Optimierung der Aktivitäten der Justizorgane verabschiedet, der den Staatsdienst für den Strafvollzug aufgelöst und seine Befugnisse dem Justizministerium übertragen hat.
Tschernyschow wurde für die Umsetzung der Reform des Strafvollzugssystems verantwortlich gemacht, dessen Aufgaben die Koordinierung und Kontrolle der Aktivitäten umfassen. Ein Reformpass wurde mit Mission, Zielen und Aufgaben entwickelt.

### Zwischenergebnisse der Reform
- Die regionalen Verwaltungen wurden in 6 interregionale Verwaltungen zusammengeführt, was den Bürokratieapparat erheblich reduziert und das System transparenter machte.
- Die Anzahl der Strafanstalten wurde reduziert, um die Kosten im Haushalt zu senken. Zum Zeitpunkt von Tschernyschows Rücktritt waren 22 Einrichtungen geschlossen.
- Die Reform des medizinischen Dienstes wurde gestartet. Das Hauptziel bestand darin, den Arzt unabhängig vom Leiter der Kolonie zu machen. Zu diesem Zweck wurde im Justizministerium eine medizinische Abteilung geschaffen, die alle Ärzte im System kontrollieren soll. In Zukunft soll der medizinische Dienst dem Gesundheitsministerium der Ukraine unterstellt werden.
- Auf Empfehlung internationaler Institutionen wurde das Staatsinstitut „Probationszentrum“ und das Staatsinstitut „Gesundheitszentrum des Strafvollzugssystems“ geschaffen.
- Im Februar 2017 wurde das Zentrum für Probationszentrum in Kiew eröffnet. Dieses ist das erste Zentrum, das Teil der offiziellen Organisationsstruktur einer Bewährungsbehörde ist, die dem Justizministerium der Ukraine angehört.
- Die Eröffnung von Probationszentrum in Odessa, Riwne, Dnipro, Mykolajiw, Schytomyr und Mariupol war geplant.
- Im Justizministerium der Ukraine wurde die Abteilung für die Inspektion der Einhaltung der Menschenrechte in Strafanstalten geschaffen.
- Ein Zentrum für die Ausbildung und Umschulung von Fachkräften auf der Grundlage der Belozersk School wurde geschaffen.

## Familie
Denis Tschernyschow ist verheiratet und hat eine Tochter.